# Mistertemp' group
 (mai 2021).
Mistertemp' group est un groupe français d'intérim.

## Historique
L'entreprise est créée en 2009 sous le nom d'Alphyr en utilisant le modèle de la franchise pour développer ses agences.
En 2016, après une levée de fonds de 20 millions d'euros chez Montefiore, le groupe lance Mistertemp', une agence d'intérim digitale.
En 2017, l'entreprise annonce la mise en place d'un plan d'intéressement du personnel sous forme de participation au capital social.
En 2019, la société figure parmi les 5 finalistes du concours Les victoires de la croissance organisé par CroissancePlus.

## Marques
Le réseau se sépare en trois marques: 
- Aquila RH[5] pour des recrutements en intérim de profils type CAP à BAC.
- Lynx RH pour des recrutements de profils type BAC+2 à BAC+5.
- Vitalis Médical[6],[7] pour des recrutements dans les domaines du médical, du paramédical et du social[8].